# Thomas Denman (1er baron Denman)
Pour les articles homonymes, voir Denman.
Thomas Denman (23 juillet 1779 - 26 septembre 1854) est un avocat, juge et homme politique britannique. Il exerce les fonctions de lord juge en chef entre 1832 et 1850.

## Éducation
Il est né à Londres, le fils du Dr Thomas Denman. Au cours de sa quatrième année, il fréquente la Palgrave Academy dans le Suffolk, où ses études sont supervisées par Anna Laetitia Barbauld et son mari . Il poursuit ses études au Collège d'Eton et St John à Cambridge, où il obtient son diplôme en 1800 . En 1806, il est appelé au barreau du Lincoln's Inn et entre immédiatement dans la pratique .

## Carrière juridique et judiciaire

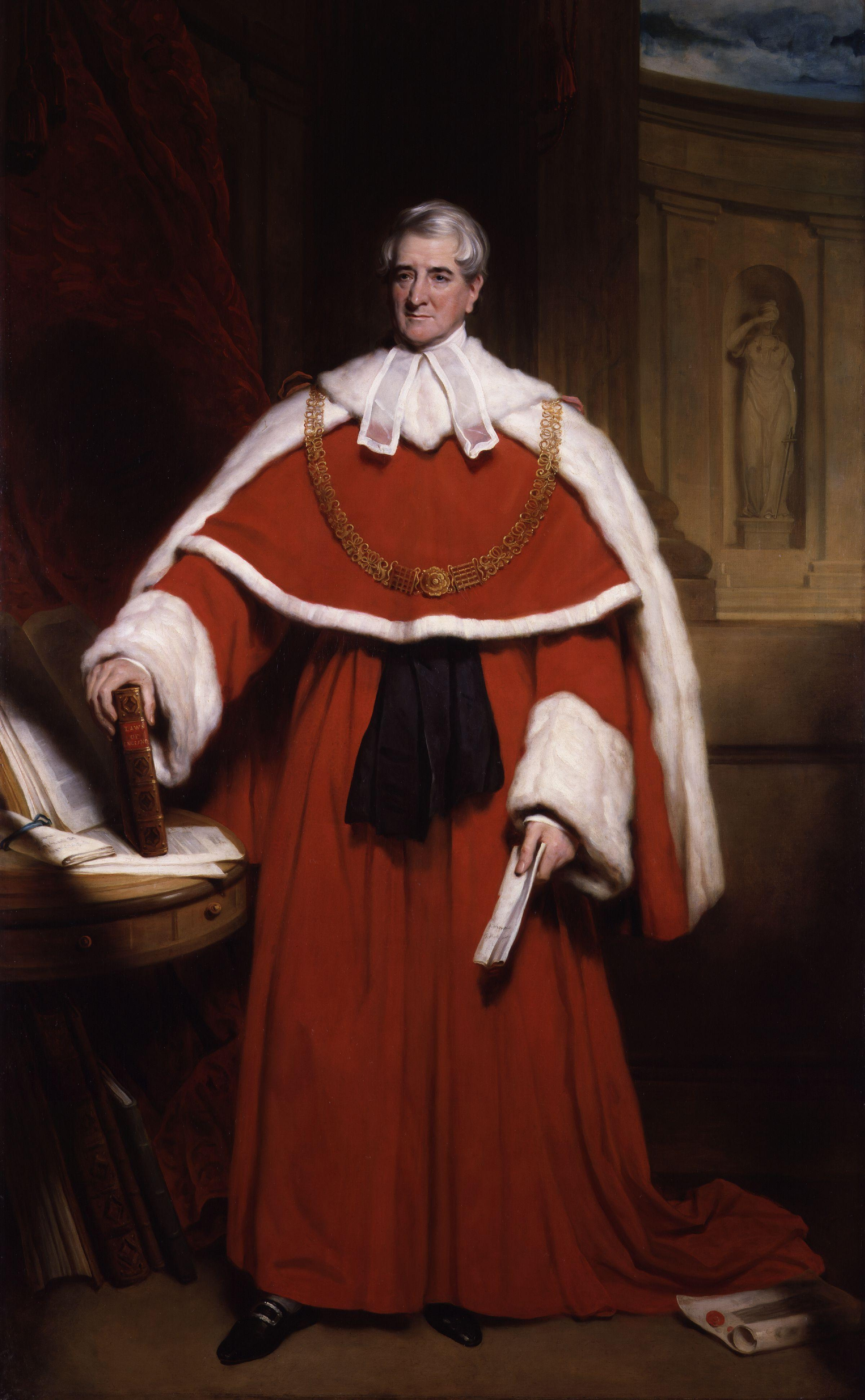
Lord Denman en tant que Lord Chief Justice, par Sir Martin Archer Shee

Son succès est rapide et, quelques années plus tard, il obtient une position au barreau juste après celle de Henry Brougham et de James Scarlett. Il se distingue par sa défense des Luddites ; mais sa place la plus prestigieuse est celle d'avocat de la reine Caroline de Brunswick. Son discours devant la Chambre des lords est très puissant et certains juges l'ont même considéré comme équivalent à celui de Brougham. Il contenait un ou deux passages audacieux qui ont irrité George IV et retardé sa promotion . Malheureusement, il fait une gaffe notable en comparant la reine à la femme biblique adultère, à qui il a été dit de "s'en aller et de ne plus pécher". Cela suggérait que son avocat ne croyait pas en l'innocence de la reine.
Aux élections générales de 1818, il est élu député de Wareham et prend immédiatement son siège au sein de l'opposition whig. L'année suivante, il est réélu à Nottingham, siège qu'il représente jusqu'en 1826, puis à nouveau de 1830 jusqu'à son accession à la magistrature en 1832. Ses principes libéraux lui ont valu d'être exclu jusqu'en 1822, date à laquelle il est nommé sergent-adjudant de Londres par la corporation de Londres. En 1830, il est nommé procureur général dans le gouvernement de Lord Grey et est anobli le 24 novembre de la même année.
Deux ans plus tard, il est nommé lord juge en chef et admis au Conseil privé deux jours plus tard. En 1834, il est élevé à la pairie sous le titre de baron Denman, de Dovedale, dans le comté de Derby. En tant que juge, on se souvient de lui pour sa décision dans l’importante affaire de privilège Stockdale v. Hansard (9 Ad. & El. I .; II Ad. & El. 253) . En 1841, en tant que Lord grand intendant, il préside le procès devant la Chambre des lords du comte de Cardigan pour tentative de meurtre. Dans O'Connell v the Queen, en 1844, il obtient la majorité des Lords en annulant la condamnation pour sédition de Daniel O'Connell. C’est un hommage à son intégrité puisque O'Connell est considéré avec aversion par la classe dirigeante britannique; mais Denman, comme il l'a clairement expliqué, ne peut accepter qu'il ait bénéficié d'un procès inéquitable. En 1850, il démissionne de son poste de juge en chef et se retire dans la vie privée. Il est gouverneur de la Chartreuse de Londres et vice-président de la Corporation des fils du clergé. Il s'est également efforcé avec une grande énergie, en tant qu'écrivain et en tant que juge, d'abolir le commerce des esclaves.

## Famille
Lord Denman épouse Theodosia Anne, fille du révérend Richard Vevers, en 1804. Son siège dans le Derbyshire est Middleton Hall, Stoney Middleton. Il meurt à Stoke Albany, Northamptonshire, à l'âge de 75 ans. Son fils aîné, Thomas Aitchison-Denman (2e baron Denman), lui succède dans la baronnie. Un autre fils, Joseph Denman, est officier de la Royal Navy, tandis qu'un autre, George Denman (en), est député et juge à la Haute Cour.